# ワトソン・アメリア (バーチャルYouTuber)
ワトソン・アメリア（英: Watson Amelia）とは、日本のバーチャルYouTuber事務所、ホロライブプロダクションに所属するバーチャルYouTuber (VTuber) である。同事務所の英語圏向けグループ「ホロライブEnglish」内のユニット「Myth」の一員として2020年9月13日に配信デビュー、2024年10月1日をもって配信活動を終了した。

## 略歴
- 2020年
  - 9月9日、ホロライブプロダクション史上初となる英語圏向けグループ「ホロライブEnglish」の設立とそこから5名のタレントが「Myth」という名のユニットとして同月12日と13日にデビューする事が発表され[注釈 2][3]、ワトソン・アメリアは9月13日（日）の日本時間8時にデビュー予定であることが告知[3]。同日より、Twitter（現・X）での活動を開始。
  - 9月13日、初配信「The Investigation Begins」を自身のチャンネルで行い、予定通りデビュー[5][6]。同日、YouTubeのチャンネル登録者数が10万人を突破。

- 2021年
  - 2月11日、自身のYouTubeのチャンネル登録者数が100万人を突破[7]。
  - 4月1日、エイプリルフール企画の一環で、ユニットの一員である森カリオペのYouTubeチャンネル「Mori Calliope Ch. hololive-EN」においてミニキャラ化した新衣装のお披露目を実施[8]。
  - 5月8日、新衣装お披露目配信を実施[9]。
  - 12月11日、パーティ衣装お披露目配信を実施[10]。

- 2024年
  - 9月20日、自身のYouTubeチャンネルにて「A Short Talk」と題した配信を行い、その中で同年の10月1日をもって配信やイベント参加や通常コンテンツなどの活動全般を終了することを報告した[11]。ホロライブプロダクションのオフィシャルサイトのニュースにおいてはこれを「配信活動終了」と表現した[1][4]。同事務所においてこのような形での活動終了は史上初であり[12]、従来の卒業とは異なる扱いについて同ニュース内においては「YouTube等のプラットフォーム・SNS上における配信活動やライブイベントの開催、定期的な新規グッズの販売等をはじめとする定常的な活動を終了」「通常の配信活動や関連する活動は終了となりますが、今後もホロライブプロダクションのタレントとして継続して所属する予定です」「現在販売しているグッズ等につきましては継続して販売する予定」などといった説明がなされた[注釈 3]。
  - 10月1日、配信活動終了前最後となる配信「Until we Meet Again o7 ~」を行い、予定通り配信活動終了した[16]。これに伴い、ホロライブプロダクションのオフィシャルサイトの所属タレント一覧には、名前の先頭に「配信活動終了」の表記が追加された。なお、英語版のオフィシャルウェブサイトにおいては配信活動終了とは異なる意味合いの「Affiliate」[注釈 4]と表記されている[18][12]。
  - 10月31日、同日の23時59分59秒をもってメンバーシップが閉鎖[1]。
  - 11月30日、同日の到着分でファンレターの受付を終了[1]。

- 2025年
  - 3月8日・9日、千葉県の幕張メッセ[注釈 5]で開催された「hololive SUPER EXPO 2025 & hololive 6th fes. Color Rise Harmony」のEXPO会場内の展示のひとつであるサインウォール（壁に描かれたサイン・イラスト）の「TALENT'S SIGN WALL」に直筆のイラストとメッセージが展示された[20][21]。
  - 4月21日、Mythの一員である小鳥遊キアラの3D音楽ライブ「KIARA & FRIENDS: H!P Cover Song Spring Concert」にゲストのひとりとして出演[22]。後輩ユニットである「Advent」[注釈 6]所属の古石ビジュー (Koseki Bijou) と3人で、Buono!の楽曲「ガチンコでいこう!」を歌って踊った[4][24]。なお、ライブ前日には小鳥遊が自身のXアカウント「@takanashikiara」にて、ワトソンの出演を匂わせるゲスト発表のポストをしていた[25]。

## 人物・エピソード
- インターネット上でホロライブにまつわる噂を耳にし、調査に出向いたところ自分もアイドルになることを決意した[2]探偵。ワトソン・アメリアという名前は、探偵に因んで『シャーロック・ホームズシリーズ』の登場人物・ジョン・H・ワトスンに擬せている。このため「ワトソン」が姓、「アメリア」が名であり、本人は「アメリア・ワトソン」と名乗ることが多い。
- 誕生日は1月6日[2]。身長150センチ[2]。イラストレーターは、なび[2]。ファンネームは「teamates」[2]。
- 公式の紹介文には記載されていないが、自らをタイムトラベラーであると称しており、2020年9月17日の『Fall Guys』の配信「I WANT TO GET A WIN」内で、身に着けている懐中時計を見せながら明かした[26]。
- 尊敬するホロライブメンバーに、ホロライブ[注釈 7]4期生の桐生ココ[注釈 8]を挙げていた。2021年7月1日の彼女のホロライブからの卒業後、彼女の企画のひとつであった「あさココLIVEニュース」を模したシリーズ配信「Ame in the A.M.」を始動させている。
- イラストレーター・Walfieによってミニキャラ化された「Smol Ame」がファンの間で人気であり、同人ゲームや他の「Myth」のメンバー分を含めた公式Live2Dモデル[8]、さらには3Dモデルまでもが制作された。

## 主な出演

### ライブ
- 「hololive English 1st Concert -Connect the World-」Supported by Bushiroad（2023年7月2日、en:YouTube Theater）」[31][32]
- 「hololive English 2nd Concert -Breaking Dimensions-」（2024年8月24日 - 8月25日、KINGS THEATRE）[33][32]

#### ホロライブ全体ライブ
- 「hololive 3rd fes. Link Your Wish Supported By ヴァイスシュヴァルツ」Day1（2022年3月19日、幕張メッセ）[34]
- 「hololive 4th fes. Our Bright Parade Supported By Bushiroad」DAY1（2023年3月18日、幕張メッセ）[35]
- 「hololive 5th fes. Capture the Moment Supported By Bushiroad」DAY2（2024年3月17日、幕張メッセ）[36]

### イベント
- 「HOLOLIVE EN 2021 VTUBER TOUR」[37]
  - en:MegaCon（2021年8月12日 - 8月15日）[37]
  - en:Fan Expo Boston（2021年9月3日 - 9月5日）[37]
  - en:Calgary Expo（2021年9月10日 - 9月12日）[37]
  - en:Fan Expo Dallas（2021年9月17日 - 9月19日）[37]
  - en:Fan Expo Canada（2021年10月22日 - 10月24日）[37]

### 書籍
- 塗田一帆『ホロリスニング ホロライブEnglish -Myth- と学ぶ不思議な世界の英会話！』一迅社、2023年9月29日。ISBN 9784758018289。[38][39]

## 企業とのタイアップ・コラボレーション
- 株式会社アニウェア
  - 2024年5月8日、同社のファッションブランド「SuperGroupies」が同年3月26日より展開の企画「『ホロライブEnglish -Myth-』×SuperGroupiesコラボ」の第3弾[注釈 9]として、コラボグッズの発売決定が告知され[42]、腕時計、アウター、バックパック、アクリルスタンドが発売された[43]。また、アクリルスタンド以外のいずれか一点を購入ごとに、A5クリアファイルが特典として付属した。コラボビジュアル、アクリルスタンド、クリアファイルは、イラストレーターのさくらによる書き下ろしのものを使用[44]。

## ディスコグラフィ
○出典：hololive（ホロライブ）公式サイト

### Watson Amelia
| 発売日        | タイトル  | 品番     | 出典   |
| ------------- | --------- | -------- | ------ |
| 2023年1月19日 | ChikuTaku | CVRD-254 | [ 45 ] |

### hololive English -Myth-
| 発売日        | タイトル                                   | 品番     | 出典   |
| ------------- | ------------------------------------------ | -------- | ------ |
| 2022年1月14日 | Journey Like a Thousand Years 〜千年の旅〜 | CVRD-113 | [ 46 ] |
| 2022年10月1日 | Non-Fiction                                | CVRD-220 | [ 47 ] |
| 2024年1月11日 | ReUnion                                    | CVRD-385 | [ 48 ] |
| 2024年9月16日 | The Show Goes On!                          | CVRD-471 | [ 49 ] |

| 発売日        | タイトル                                                | 品番     | 出典   |
| ------------- | ------------------------------------------------------- | -------- | ------ |
| 2021年3月14日 | Hololive English -Myth- Image Soundtrack (ft. Camellia) | CVRD-036 | [ 50 ] |

### hololive EN / hololive English
| 発売日         | タイトル            | 品番     | 出典   |
| -------------- | ------------------- | -------- | ------ |
| 2023年6月17日  | Connect the World   | CVRD-299 | [ 51 ] |
| 2024年8月15日  | Breaking Dimensions | CVRD-448 | [ 52 ] |
| 2024年12月27日 | Odyssey             | CVRD-514 | [ 53 ] |

| 発売日         | タイトル                              | 品番     | 出典   |
| -------------- | ------------------------------------- | -------- | ------ |
| 2024年10月26日 | hololive English Eurobeat Remix Album | CVRD-487 | [ 54 ] |

### hololive IDOL PROJECT
| 発売日        | タイトル                                            | 品番     | 出典   |
| ------------- | --------------------------------------------------- | -------- | ------ |
| 2023年3月9日  | Our Bright Parade                                   | CVRD-267 | [ 55 ] |
| 2024年3月15日 | ホロライブ言えるかな？hololive SUPER EXPO 2024 ver. | CVRD-406 | [ 56 ] |